# BRUT (productiehuis)
BRUT is een productiehuis voor popmuziek uit Oost-Nederland. Het bedrijf is onderdeel van netwerkorganisatie De Nieuwe Oost, samen met Theater aan de Rijn (theater & dans) en Productiehuis Wintertuin (literatuur).

## Geschiedenis
BRUT werd opgericht in 2002 onder de naam Productiehuis Oost-Nederland (ook wel Productiehuis ON). Het bedrijf kwam voort uit het Burgerweeshuis Deventer, met wie ze hetzelfde pand betrekken. Ze ondersteunen onder andere het lanceren en ontwikkelen van Kyteman's Hiphop Orchestra, NO blues en Knarsetand.
Van 2004 tot 2008 ontving het productiehuis zijn eerste structurele bijdrage van het Ministerie van Onderwijs, Cultuur & Wetenschap. In 2015 ontving het de 21ste Deventer Promotieprijs.
Sinds 2018 zijn Rocco Hueting (De Staat) en Junte Uiterwijk ("Sticks", Opgezwolle) werkzaam als talentscouts en begeleiders.
Andere artiesten die gelieerd zijn of waren aan BRUT zijn Roos Rebergen, Tjeerd Bomhof, Jan Terlouw junior (kleinzoon van de schrijver en D66-politicus Jan Terlouw), Xillan Macrooy (broer van Jeangu), muziektheatergroep BOT, BrotherTill.

### Nieuwe Electronische Waar
Onder noemer Nieuwe Electronische Waar wordt er jaarlijks op basis van inzendingen een selectie gemaakt van veelbelovende elektronische muziekproducenten. Ze worden een jaar begeleid en uitgelicht op een gelijknamig verzamelalbum. Ook vinden cross-overs plaats.